# Macrochaetosoma troglomontanum
Macrochaetosoma troglomontanum är en mångfotingart som beskrevs av Karel Absolon och Lang 1933. Macrochaetosoma troglomontanum ingår i släktet Macrochaetosoma och familjen Anthogonidae.

## Underarter
Arten delas in i följande underarter:
- M. t. aristofer
- M. t. biokovense
- M. t. deelemanorum
- M. t. fritzi
- M. t. gracilipes